# Quintessence (Bill Evans)
Quintessence è un album di Bill Evans del 1976.

## Tracce
1. Sweet Dulcinea Blue – 6:02
2. Martina – 8:12
3. Second Time Around – 3:41
4. A Child is Born – 7:30
5. Bass Face – 10:04
6. Nobody Else But Me – 7:27 – bonus track

## Formazione
- Bill Evans - pianoforte acustico
- Harold Land - sassofono tenore
- Kenny Burrell - chitarra
- Ray Brown - contrabbasso
- Philly Joe Jones - batteria